# Vážosuolo
Vážasuolo is een eiland in het Zweedse meer Torneträsk.  Het heeft geen oeververbinding en het is onbebouwd. Het eiland heeft een oppervlakte van ongeveer 14 hectare. Het ligt in de zuidwestpunt van het meer.